# Матвеев, Владимир Павлович
Владимир Павлович Матвеев (13 июля 1897, Пермь, Российская империя — 7 февраля 1938, Ленинград, СССР) — советский писатель-прозаик, революционер. Написал повесть «Золотой поезд».

## Биография
Владимир Матвеев родился 13 июля 1897 года в Перми в семье революционера Павла Матвеева (1868-1927), члена РСДРП с 1903 года, в 1919 году исполняющего обязанности председателя Пермского городского и уездного исполкома. В августе 1917 года, будучи студентом, вступил в ряды большевистской партии. В период с 1918 по 1921 годы активно участвовал в установлении Советской власти и борьбе с белогвардейцами на Урале, занимая различные советские, военные и партийные должности в Перми, Екатеринбурге и других городах региона.
Позже Матвеев переехал в Ленинград, где работал на руководящих постах в редакции газеты «Ленинградская правда» и в Государственном издательстве. Также он трудился в торговом представительстве в Финляндии. Имел высшее незаконченное образование.
Согласно воспоминаниям Вениамина Каверина, Матвеев придерживался оппозиционных по отношению к сталинскому руководству политических взглядов и был сторонником творческого разнообразия в советской литературе, дружил с Даниилом Хармсом, Николаем Заболоцким и Николаем Олейниковым.
Владимир Матвеев был арестован в 1936 году, осужден в антисоветской агитации. Был приговорен к расстрелу 3 февраля 1938 годаи 7 февраля того же года — расстрелян. После его гибели, трое детей дошкольного возраста были разосланы по разным детским домам, и связь между ними была утрачена.
20 марта 1989 года был реабилитирован определением Судебной коллегии по уголовным делам верховного суда РСФСР. 

## Творчество
Наиболее известным произведением Владимира Матвеева является повесть «Золотой поезд», в которой он описывает события Гражданской войны и борьбу за сохранение золотого запаса страны. Повесть основана на его личном опыте и отражает драматизм того времени.